# Luckauer Salzstellen
Luckauer Salzstellen este o arie protejată (sit de importanță comunitară — SCI) din Germania întinsă pe o suprafață de 75,37 ha, integral pe uscat.

## Localizare
Centrul sitului Luckauer Salzstellen este situat la coordonatele 51°50′45″N 13°48′11″E / 51.8458°N 13.8031°E.

## Înființare
Situl Luckauer Salzstellen a fost declarat sit de importanță comunitară în martie 2004 pentru a proteja 1 specie de plante.

## Biodiversitate
Situată în ecoregiunea continentală, aria protejată conține 2 habitate naturale: Pășuni continentale udate de apa mării, Lacuri eutrofice naturale cu vegetație de tip Magnopotamion sau Hydrocharition.
La baza desemnării sitului se află o specie protejată de  plante: Apium repens.
Pe lângă speciile protejate, pe teritoriul sitului au mai fost identificate 10 specii de plante.